# Toray Arrows
Toray Arrows (jap. 東レ・アローズ) – japoński męski klub siatkarski z siedzibą w Mishimie.

## Sukcesy
Puchar Kurowashiki:
- 1961, 1963, 2002, 2005, 2006, 2011

Mistrzostwo Japonii:
- 2005, 2009, 2017
- 1999, 2000, 2002, 2007, 2008, 2012
- 1993, 2001, 2010, 2011, 2013, 2016, 2019, 2024[1]

Puchar Cesarza:
- 2008, 2013, 2016

## Obcokrajowcy w drużynie
| Lata gry  | Imię i nazwisko         | Pozycja      |
| --------- | ----------------------- | ------------ |
| 1996-1999 | Lloy Ball               | rozgrywający |
| 2002-2003 | Dmitrij Fomin           | przyjmujący  |
| 2003-2005 | Pawieł Abramow          | przyjmujący  |
| 2006-2007 | Władimir Nikołow        | atakujący    |
| 2007-2008 | Leandro Araújo da Silva | atakujący    |
| 2008-2015 | Dejan Bojović           | przyjmujący  |
| 2015-2017 | Nikola Ǵorǵiev          | atakujący    |
| 2017-2018 | Gavin Schmitt           | atakujący    |
| 2018-2020 | Antonin Rouzier         | atakujący    |
| 2020-2024 | Krisztián Pádár         | atakujący    |
| 2024-2025 | Francesco Recine        | przyjmujący  |
| 2024-2025 | Alan Souza              | atakujący    |
| 2025-     | Julio César Cárdenas    | przyjmujący  |
| 2025-     | Kiriłł Klec             | atakujący    |
| 2025-     | Taylor Averill          | środkowy     |